# Sannieshof
Sannieshof este un oraș din Africa de Sud.